# Melasina trepidans
Melasina trepidans är en fjärilsart som beskrevs av Edward Meyrick 1920. Melasina trepidans ingår i släktet Melasina och familjen säckspinnare. Inga underarter finns listade i Catalogue of Life.